# Olympische Winterspiele 1968/Eiskunstlauf
Bei den X. Olympischen Winterspielen 1968 in Grenoble fanden drei Wettbewerbe im Eiskunstlauf statt. Austragungsort war das Stade de glace (heute Palais des sports). Die Kunsteisbahn besaß die standardisierte Größe von 60 × 30 Meter, in der Halle fanden 12.000 Zuschauer Platz. Für jedes teilnehmende Land waren je zwei Frauen, Männer und Paare startberechtigt. Falls ein Land bei der vorhergehenden Weltmeisterschaft einen Platz unter den besten 12 erreicht hatte, erhielt es in der jeweiligen Disziplin einen dritten Startplatz.
Im Rahmen der Schlussfeier fand als Demonstration ein Wettbewerb im Eistanzen statt, das erst seit 1976 eine olympische Disziplin ist. Es gab keine Wertung, eingeladen waren die zehn besten Paare der letzten Weltmeisterschaft.

## Bilanz

### Medaillenspiegel
| Platz | Land               | Gold | Silber | Bronze | Gesamt |
| ----- | ------------------ | ---- | ------ | ------ | ------ |
| 1     | Sowjetunion        | 1    | 1      | –      | 2      |
| 1     | Vereinigte Staaten | 1    | 1      | –      | 2      |
| 3     | Österreich         | 1    | –      | –      | 1      |
| 4     | DDR                | –    | 1      | –      | 1      |
| 5     | BR Deutschland     | –    | –      | 1      | 1      |
| 5     | Frankreich         | –    | –      | 1      | 1      |
| 5     | Tschechoslowakei   | –    | –      | 1      | 1      |

### Medaillengewinner
| Konkurrenz | Gold                                  | Silber                            | Bronze                              |
| ---------- | ------------------------------------- | --------------------------------- | ----------------------------------- |
| Herren     | Wolfgang Schwarz                      | Tim Wood                          | Patrick Péra                        |
| Damen      | Peggy Fleming                         | Gabriele Seyfert                  | Hana Mašková                        |
| Paare      | Ljudmila Beloussowa / Oleg Protopopow | Tatjana Schuk / Alexander Gorelik | Margot Glockshuber / Wolfgang Danne |

## Ergebnisse
- K = Kür
- KP = Kurzprogramm
- P = Pflicht
- Pz = Platzziffer
- Pkt. = Punkte

### Herren
Olympiasieger 1964: Manfred Schnelldorfer (FRG/EUA) / Weltmeister 1967: Emmerich Danzer (AUT)

| Platz | Land | Sportler              | P  | K  | Pz  | Pkt.   |
| ----- | ---- | --------------------- | -- | -- | --- | ------ |
| 1     | AUT  | Wolfgang Schwarz      | 01 | 02 | 013 | 1904,1 |
| 2     | USA  | Tim Wood              | 02 | 03 | 017 | 1891,6 |
| 3     | FRA  | Patrick Péra          | 03 | 07 | 031 | 1864,5 |
| 4     | AUT  | Emmerich Danzer       | 04 | 01 | 029 | 1873,0 |
| 5     | USA  | Gary Visconti         | 06 | 05 | 052 | 1810,2 |
| 6     | USA  | John Misha Petkevich  | 08 | 04 | 056 | 1806,2 |
| 7     | CAN  | Jay Humphry           | 09 | 06 | 063 | 1795,0 |
| 8     | TCH  | Ondrej Nepela         | 05 | 10 | 073 | 1772,8 |
| 9     | URS  | Sergei Tschetweruchin | 11 | 11 | 093 | 1737,0 |
| 10    | TCH  | Marián Filc           | 13 | 08 | 097 | 1734,2 |
| 11    | GDR  | Günter Zöller         | 10 | 14 | 100 | 1727,9 |
| 12    | FRG  | Peter Krick           | 07 | 16 | 104 | 1723,2 |
| 13    | FRA  | Philippe Pélissier    | 14 | 12 | 114 | 1706,0 |
| 14    | ITA  | Giordano Abbondati    | 11 | 18 | 117 | 1690,9 |
| 15    | GBR  | Michael Williams      | 15 | 15 | 147 | 1650,9 |
| 16    | CAN  | David McGillivray     | 21 | 09 | 139 | 1663,7 |
| 17    | GBR  | Haig Oundjian         | 19 | 13 | 154 | 1639,5 |
| 18    | URS  | Sergei Wolkow         | 16 | 17 | 158 | 1632,0 |
| 19    | HUN  | Jenő Ébert            | 17 | 24 | 180 | 1595,4 |
| 20    | FRA  | Jacques Mrozek        | 18 | 20 | 179 | 1601,0 |
| 21    | JPN  | Tsuguhiko Kozuka      | 24 | 19 | 189 | 1584,0 |
| 22    | CAN  | Steve Hutchinson      | 22 | 21 | 193 | 1578,3 |
| 23    | AUT  | Günter Anderl         | 20 | 23 | 193 | 1574,7 |
| 24    | FRG  | Jürgen Eberwein       | 25 | 22 | 219 | 1530,3 |
| 25    | JPN  | Yutaka Higuchi        | 23 | 26 | 218 | 1529,6 |
| 26    | GDR  | Jan Hoffmann          | 26 | 25 | 238 | 1437,8 |
| 27    | SWE  | Thomas Callerud       | 27 | 27 | 241 | 1399,3 |
| 28    | KOR  | Lee Kwang-young       | 28 | 28 | 250 | 1360,3 |

Pflicht: 13./14. Februar, 14:30 Uhr

Kür: 16. Februar, 19:00 Uhr
An diesem Wettbewerb nahmen 28 Eiskunstläufer aus 14 Ländern teil. Gezeigt werden mussten eine Pflicht mit fünf Figuren sowie eine fünf Minuten dauernde Kür. Für die Gesamtwertung zählte die Pflicht 60 Prozent, die Kür 40 Prozent. Der Beginn der Kür wurde kurzfristig um 30 Minuten vorverlegt.
Emmerich Danzer, der seit 1966 keinen Wettbewerb mehr verloren hatte, galt als Favorit für den Olympiasieg, doch die vierte von fünf Pflichtfiguren misslang ihm und er fiel auf den vierten Platz zurück. Bester Läufer in der Pflicht war Danzers Landsmann Wolfgang Schwarz, der Vize-Weltmeister der beiden vorangegangenen Jahre. Es folgten Tim Wood und Patrick Péra.

Zur Kür konnte Schwarz mit Nr. 36 als Letzter der Medaillenanwärtern antreten; Péra hatte 16, Danzer 17 und Wood die Nr. 20.

Durch die hohe Gewichtung der Pflicht im Bewertungssystem änderte sich in der Kür an den vier ersten Positionen nichts, obwohl Danzer für seine Darbietung die mit Abstand beste Wertung erhielt. Ausschlaggebend waren nicht die Einzelnoten, sondern die Platzziffern: Fünf der neun Jurymitglieder setzten Péra auf den dritten Platz. Wolfgang Schwarz war der erste Olympiasieger in der Herrenkonkurrenz, der nie Weltmeister wurde.

Jan Hoffmann aus der DDR war mit zwölf Jahren der jüngste männliche Teilnehmer in der Geschichte der Olympischen Spiele.

### Damen
Olympiasiegerin 1964: Sjoukje Dijkstra (NED) / Weltmeisterin 1967: Peggy Fleming (USA).

| Platz | Land | Sportlerin            | P  | K             | Pz            | Pkt.          |
| ----- | ---- | --------------------- | -- | ------------- | ------------- | ------------- |
| 1     | USA  | Peggy Fleming         | 01 | 01            | 009           | 1970,5        |
| 2     | GDR  | Gabriele Seyfert      | 02 | 02            | 018           | 1882,3        |
| 3     | TCH  | Hana Mašková          | 04 | 03            | 031           | 1828,8        |
| 4     | USA  | Albertina Noyes       | 05 | 07            | 040           | 1797,3        |
| 5     | AUT  | Beatrix Schuba        | 03 | 12            | 051           | 1773,2        |
| 6     | HUN  | Zsuzsa Almássy        | 06 | 08            | 057           | 1757,0        |
| 7     | CAN  | Karen Magnussen       | 10 | 04            | 063           | 1759,4        |
| 8     | JPN  | Kumiko Ōkawa          | 08 | 05            | 061           | 1763,6        |
| 9     | USA  | Janet Lynn            | 14 | 16            | 090           | 1698,7        |
| 10    | FRG  | Monika Feldmann       | 11 | 13            | 099           | 1687,1        |
| 11    | GBR  | Sally-Anne Stapleford | 07 | 17            | 105           | 1680,9        |
| 12    | URS  | Jelena Schtscheglowa  | 13 | 10            | 110           | 1670,4        |
| 13    | CAN  | Linda Carbonetto      | 24 | 09            | 111           | 1662,9        |
| 14    | JPN  | Kazumi Yamashita      | 15 | 14            | 139           | 1639,0        |
| 15    | GBR  | Patricia Dodd         | 09 | 27            | 140           | 1634,6        |
| 16    | URS  | Galina Grschibowskaja | 25 | 11            | 144           | 1628,5        |
| 17    | FRG  | Petra Ruhrmann        | 16 | 18            | 161           | 1611,2        |
| 18    | AUT  | Elisabeth Mikula      | 17 | 19            | 164           | 1612,5        |
| 19    | FRG  | Eileen Zillmer        | 12 | 23            | 171           | 1600,3        |
| 20    | FRA  | Micheline Joubert     | 28 | 15            | 182           | 1594,8        |
| 21    | TCH  | Marie Víchová         | 20 | 16            | 187           | 1580,4        |
| 22    | SUI  | Charlotte Walter      | 21 | 26            | 202,5         | 1571,5        |
| 23    | AUT  | Elisabeth Nestler     | 26 | 21            | 208           | 1562,6        |
| 24    | GBR  | Frances Waghorn       | 22 | 28            | 211           | 1557,2        |
| 25    | ITA  | Rita Trapanese        | 27 | 24            | 216,5         | 1549,2        |
| 26    | JPN  | Haruko Ishida         | 18 | 25            | 218           | 1552,7        |
| 27    | FRA  | Sylvaine Duban        | 19 | 29            | 219           | 1551,4        |
| 28    | GDR  | Sonja Morgenstern     | 29 | 22            | 251           | 1475,9        |
| 29    | ROM  | Beatrice Huștiu       | 31 | 20            | 257           | 1457,2        |
| 30    | KOR  | Lee Hyun-joo          | 30 | 30            | 271           | 1359,9        |
| 31    | KOR  | Kim Hae-kyung         | 32 | 31            | 277           | 1336,2        |
|       | CAN  | Lyndsai Cowan         | 23 | zurückgezogen | zurückgezogen | zurückgezogen |

Pflicht: 7./8. Februar, 07:30 Uhr

Kür: 10. Februar, 18:30 Uhr
Es nahmen 31 Eiskunstläuferinnen aus 15 Ländern an diesem Wettbewerb teil. In der Pflicht mussten diese fünf Figuren zeigen, gefolgt von einer vierminütigen Kür. Wie bei den Männern zählte die Pflicht 60 Prozent für die Gesamtwertung, die Kür 40 Prozent.
Nach der Pflicht lag Peggy Fleming bereits uneinholbar an der Spitze, sie war von allen Preisrichtern auf Platz 1 gesetzt worden. Ihr Vorsprung auf Seyfert betrug 77,2 Punkte, die ihrerseits aber auch schon Silber sicher hatte. Von der zu diesem Zeitpunkt drittplatzierten Schuba war zudem nicht zu erwarten, dass sie diesen Platz halten konnte, die viertplatzierte Mašková hatte auf Seyfert 41,7 Punkte Rückstand.
Auch in der abschließenden Kür zeigte Fleming die beste Leistung. Seyferth blieb auf dem zweiten Platz, während Mašková auf den dritten Platz vorstieß. Schuba fiel auf den fünften Platz zurück.

### Paare
Olympiasieger 1964 und Weltmeister 1967: Ljudmila Beloussowa / Oleg Protopopow (URS).

| Platz | Land | Paar                                      | KP | K  | Pz   | Pkt.  |
| ----- | ---- | ----------------------------------------- | -- | -- | ---- | ----- |
| 1     | URS  | Ljudmila Beloussowa / Oleg Protopopow     | 01 | 01 | 010  | 315,2 |
| 2     | URS  | Tatjana Schuk / Alexander Gorelik         | 02 | 02 | 017  | 312,3 |
| 3     | FRG  | Margot Glockshuber / Wolfgang Danne       | 03 | 03 | 030  | 304,4 |
| 4     | GDR  | Heidemarie Steiner / Heinz-Ulrich Walther | 04 | 04 | 037  | 303,1 |
| 5     | URS  | Tamara Moskwina / Alexei Mischin          | 06 | 05 | 044  | 300,3 |
| 6     | USA  | Cynthia Kauffman / Ronald Kauffman        | 05 | 07 | 058  | 297,0 |
| 7     | USA  | Sandi Sweitzer / Roy Wagelein             | 08 | 06 | 64,5 | 294,5 |
| 8     | FRG  | Gudrun Hauss / Walter Häfner              | 07 | 09 | 067  | 293,6 |
| 9     | GDR  | Irene Müller / Hans-Georg Dallmer         | 09 | 08 | 082  | 289,4 |
| 10    | TCH  | Bohunka Šrámková / Jan Šrámek             | 10 | 10 | 91,5 | 285,8 |
| 11    | FRG  | Mariane Streifler / Herbert Wiesinger     | 12 | 11 | 100  | 282,7 |
| 12    | TCH  | Liana Drahová / Peter Bartosiewicz        | 11 | 15 | 116  | 276,8 |
| 13    | USA  | JoJo Starbuck / Kenneth Shelley           | 14 | 12 | 121  | 276,0 |
| 14    | POL  | Janina Poremska / Piotr Sczypa            | 13 | 14 | 120  | 274,1 |
| 15    | AUT  | Evelyne Schneider / Wilhelm Bietak        | 15 | 13 | 129  | 272,2 |
| 16    | CAN  | Anna Forder / Richard Stephens            | 16 | 16 | 138  | 269,2 |
| 17    | CAN  | Betty McKilligan / John McKilligan        | 17 | 17 | 154  | 254,8 |
| 18    | GBR  | Linda Bernard / Raymond Wilson            | 18 | 18 | 160  | 251,2 |

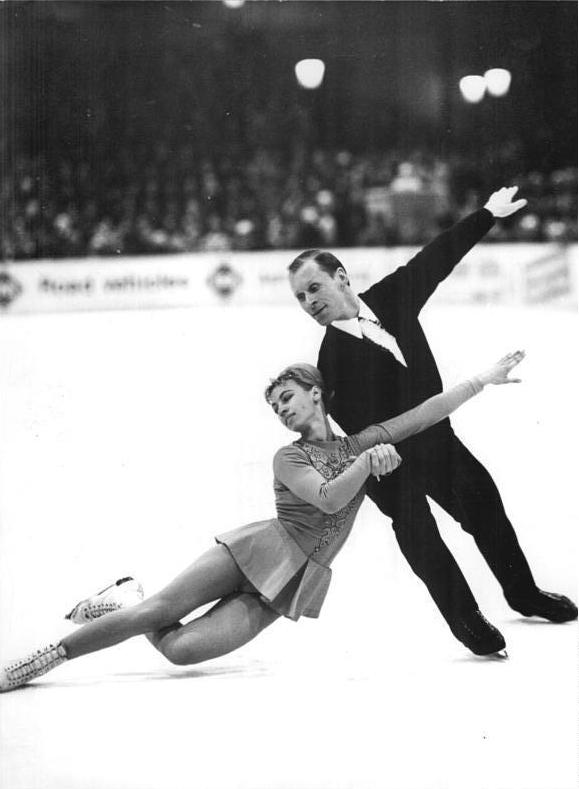
Beloussowa/Protopopow, 1968

Kurzprogramm: 11. Februar, 14:30 Uhr

Kür: 14. Februar, 20:00 Uhr
Das Wertungsschema des Paarlaufens, an dem 18 Paare aus neun Ländern teilnahmen, unterschied sich erheblich von jenem der Einzelwettbewerbe. Das neu eingeführte Kurzprogramm zählte 25 Prozent für die Gesamtwertung, wobei die Zahl der zu zeigenden Elemente auf sechs limitiert war. Die Kür zählte 75 Prozent und dauerte fünf Minuten. In der Kür änderte sich an den ersten vier Positionen nichts.
Nach der Pflichtkür führten Beloussowa/Protopopow mit Platzziffer 12 und 103,6 Punkten vor Schuk / Gorelik (15; 103,3), Glockshuber / Danne (40; 99,8), Steiner / Walther (47; 89,3). Schneider / Bietak waren Fünfzehnte (129,5; 89,6), wobei dem Herrn beim Einlaufen die Hosennaht an einer unschicklichen Stelle geplatzt war und von Trainerin Wächter noch rechtzeitig genäht werden konnte.
Zum österreichischen Paar Schneider/Bietak wurde gemeldet, dass dieses am 17. Februar heimkehren musste, weil es die Tage nach den Olympiabewerben nicht zu den Trainings genutzt habe, weshalb es möglicherweise auch nicht zu den Weltmeisterschaften nach Genf entsandt werde.